# 尤斯塔斯·范宁
尤斯塔斯·范宁（英語：Eustace Fannin，1915年6月28日—1997年11月25日），南非男子网球运动员。他曾获得1947年法国网球公开赛男子双打冠军。他于1997年在南非德班去世。